# PowerNow!
AMD PowerNow! est la technologie d'ajustement dynamique de la fréquence et d’économie d’énergie d’AMD pour les processeurs d’ordinateurs portables. La fréquence d'horloge et le Vcore (en) du processeur sont automatiquement réduits lorsque l’ordinateur est à faible charge ou inactif, afin d’économiser la batterie, de réduire la chaleur et le bruit. La durée de vie du processeur est également prolongée en raison de la réduction de l’électromigration, qui varie de façon exponentielle avec la température.
La technologie est un concept similaire à la technologie SpeedStep d’Intel. L’adaptation de PowerNow! pour les processeurs d'ordinateurs de bureau d’AMD s’appelle Cool'n'Quiet. Les nouveaux Opteron utilisent également une adaptation de PowerNow! appelée Optimized Power Management (gestion optimisée de l’alimentation).
AMD a fourni et pris en charge les pilotes pour son PowerNow! qui fonctionnent sur Windows 98, ME, NT et 2000,.

## Processeurs prenant en charge PowerNow!
- K6-2+
- K6-III+
- Certains modèles d'Athlon XP-M
- Athlon 64 Mobile
- Sempron Mobile
- Turion 64 et X2
- Athlon II
- Unités de traitement accéléré AMD